# Chengdong

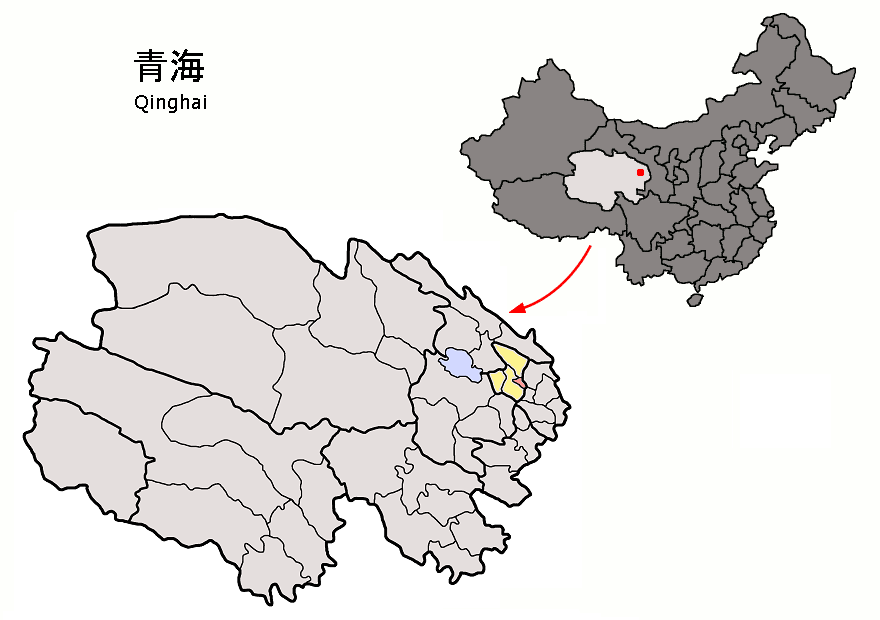
Lage des Gebietes der vier Stadtbezirke (rosa) von Xining in Qinghai

Chengdong (城东区; Pinyin: Chéngdōng Qū; "Oststadt") ist ein Stadtbezirk der bezirksfreien Stadt Xining, der Hauptstadt der chinesischen Provinz Qinghai. Er hat eine Fläche von 113,3 km² und zählt 489.372 Einwohner (Stand: Zensus 2020).

## Administrative Gliederung
Der Stadtbezirk setzt sich aus sieben Straßenvierteln und zwei Großgemeinden zusammen. Diese sind:
- Straßenviertel Dongguan Dajie (东关大街街道), Sitz der Stadtbezirksregierung;
- Straßenviertel Bayilu (八一路街道);
- Straßenviertel Dazhongjie (大众街街道);
- Straßenviertel Huochezhan (火车站街道);
- Straßenviertel Linjiaya (林家崖街道);
- Straßenviertel Qingzhenxiang (清真巷街道);
- Straßenviertel Zhoujiaquan (周家泉街道);
- Großgemeinde Lejiawan (乐家湾镇);
- Großgemeinde Yunjiakou (韵家口镇).

## Ethnische Gliederung der Bevölkerung (2000)
Beim Zensus im Jahr 2000 hatte der Stadtbezirk Chengdong 270.268 Einwohner.
| Name des Volkes | Einwohner | Anteil  |
| --------------- | --------- | ------- |
| Han             | 179.326   | 66,35 % |
| Hui             | 79.630    | 29,46 % |
| Tibeter         | 4.236     | 1,57 %  |
| Salar           | 2.036     | 0,75 %  |
| Tu              | 1.746     | 0,65 %  |
| Manju           | 1.263     | 0,47 %  |
| Mongolen        | 1.120     | 0,41 %  |
| Dongxiang       | 337       | 0,12 %  |
| Tujia           | 150       | 0,06 %  |
| Zhuang          | 63        | 0,02 %  |
| Koreaner        | 60        | 0,02 %  |
| Miao            | 47        | 0,02 %  |
| Bonan           | 42        | 0,02 %  |
| Lisu            | 37        | 0,01 %  |
| Uiguren         | 27        | 0,01 %  |
| Yugur           | 21        | 0,01 %  |
| Xibe            | 20        | 0,01 %  |
| Sonstige        | 107       | 0,04 %  |